# Algemeen Rooms-Katholiek Werkgeversverbond
De Algemeen Rooms-Katholiek Werkgeversverbond (ARKWV) werd in 1915 opgericht als standsorganisatie voor katholieke werkgevers van grote bedrijven. Het primaire doel van deze Nederlandse organisatie was de geestelijke vorming van katholieke werkgevers. In 1960 ging deze organisatie samen met het Rooms-Katholiek Verbond van Werkgeversvakverenigingen op in het Nederlands Katholiek Werkgeversverbond.